# Лосюв
Лосюв (пол. Łosiów, нім. Lossen) — село в Польщі, у гміні Левін-Бжеський Бжезького повіту Опольського воєводства.
Населення — 1510 осіб (2011).

## Демографія
Демографічна структура станом на 31 березня 2011 року:
|          | Загалом | Допрацездатний вік | Працездатний вік | Постпрацездатний вік |
| -------- | ------- | ------------------ | ---------------- | -------------------- |
| Чоловіки | 710     | 142                | 498              | 70                   |
| Жінки    | 800     | 152                | 455              | 193                  |
| Разом    | 1510    | 294                | 953              | 263                  |